# Liste des membres de l'ordre de la Pléiade
Cet article est une liste des membres de l'ordre de la Pléiade.

## Belgique
| Nom            | Grade          | Année | Occupation                |
| -------------- | -------------- | ----- | ------------------------- |
| Richard Miller | Grand officier | 2004  | Ancien ministre, sénateur |

## France
| Nom           | Grade     | Année | Occupation                                  |
| ------------- | --------- | ----- | ------------------------------------------- |
| Renaud        | Chevalier | 2015  | Auteur, compositeur, interprète francophone |
| Bernard Petit | Chevalier | 2019  | Président de l'ASOMOCAM                     |
| Carles Diaz   | Chevalier | 2025  | Écrivain, poète                             |

## Québec
| Nom                                 | Grade          | Année | Occupation |
| ----------------------------------- | -------------- | ----- | --- |
| Pierre Arcand                       | Commandeur     | 2015  | Député et ministre de l'Énergie et des Ressources naturelles |
| Line Beauchamp                      | Commandeur     | 2006  | ministre de la Culture et des Communications du Québec |
| Louise Beaudoin                     | Commandeur     | 2000  | Ministre des Relations internationales et ministre responsable de la Francophonie et de la Charte de la langue française |
| Paul Bélisle                        | Officier       | 1997  | Greffier du sénat et des parlements |
| Roger Bertrand                      | Grand Croix    | 1995  | Député de la circonscription de Portneuf (1993-2003) - Président de l'Assemblée nationale du Québec et Président de l'AIPLF (1994-1996) – Membre du conseil des ministres du gouvernement du Québec (1996-1998 et 2002-2003).                           |
| Stéphane Bergeron                   | Chevalier      | 2005  | député de la circonscription de Verchères – Les Patriotes à la Chambre des Communes du Canada de 1993 à 2005 et député de la circonscription de Verchères à l'Assemblée nationale du Québec depuis 2005.                                                |
| Carole Bessette                     | Chevalier      | 2012  | Écrivaine et enseignante |
| Maryan Dahir Bile                   | Chevalier      | 2005  | directrice générale du Centre d’intégration, de formation et de développement Économique. |
| Ronald Bisson                       | Chevalier      | 2005  | consultant en gestion et membre du Comité pour l’intégration de la jeunesse franco-somalienne à Ottawa. |
| Lise Bissonnette                    | Chevalier      | 1998  | Journaliste, directrice du journal Le Devoir, présidente de la Grande Bibliothèque |
| Jeanne Blackburn                    | Chevalier      | 2000  | Ancienne députée de l'Assemblée Nationale ayant œuvré particulièrement pour la francophonie |
| Robert Boily                        | Chevalier      | 2008  | Chercheur scientifique |
| Lucien Bouchard                     | Commandeur     | 2002  | Ancien Premier ministre du Québec de 1996 à 2001 |
| Pierrette Bouchard                  | Chevalier      | 2006  | Politologue, professeure titulaire de l'Université Laval |
| Isabelle Boulay                     | Chevalier      | 2012  | Chanteuse et interprète |
| André Boulerice                     |                |       | Ancien député à l'Assemblée nationale du Québec |
| Marcel Brisebois                    | Officier       | 1998  | |
| Marcel Brouillard                   | Chevalier      | 2006  | |
| Chrystine Brouillet                 | Chevalier      | 1995  | Écrivaine |
| Raymond Brouillet                   | Officier       | 2003  | |
| Jean-Marc Brunet                    | Chevalier      | 1998  | Homme d'affaires et journaliste |
| Pierre Bruneau                      | Chevalier      | 2004  | Chef d'antenne et animateur d'émissions politiques |
| André Cailloux                      | Chevalier      | 1999  | Comédien, auteur et animateur |
| Gilles Carle                        | Chevalier      | 2004  | Cinéaste |
| Léo Denis Carpentier                | Chevalier      | 2019  | Cinéaste |
| Jean-Pierre Charbonneau             | Grand croix    | 2002  | Leader parlementaire |
| Alain Chartrand                     | Chevalier      | 1998  | Directeur général et artistique de Coup de cœur francophone |
| Pierre Chastenay                    | Chevalier      | 2015  | Astronome, didacticien des sciences et professeur à l’Université du Québec à Montréal |
| Camil Chouinard                     | Chevalier      | 1998  | |
| Denis Coderre                       | Commandeur     | 2005  | Ancien député de la circonscription de Bourassa à la chambre des communes. Actuellement maire de Montréal. |
| André C. Côté                       | Chevalier      | 2013  | Ancien commissaire au lobbyisme. |
| Jacques Côté                        | Chevalier      | 2015  | Notaire, ancien député et ministre |
| Pierre-F. Côté                      | Officier       | 1998  | Ancien directeur général des élections du Québec |
| Arlette Cousture                    | Chevalier      | 2004  | Écrivaine |
| Pierre Curzi                        | Chevalier      | 2003  | Acteur et ancien président de l'Union des artistes. Il est ancien député de la circonscription de Borduas à l'Assemblée Nationale |
| Michel Cusson                       | Chevalier      | 2006  | Compositeur, guitariste et musicien |
| Louis Dallaire                      | Chevalier      | 2000  | Communicateur et cofondateur du Festival du cinéma international en Abitibi-Témiscamingue |
| Norman Delisle                      | Chevalier      | 2006  | Journaliste parlementaire de La Presse canadienne |
| Pierre Demers                       | Chevalier      | 2015  | Physicien et inventeur |
| Hubert de Ravinel                   | Chevalier      | 1995  | Professeur, animateur de télévision, animateur de radio, essayiste, poète et nouvelliste |
| Bernard Derome                      | Chevalier      | 2000  | Journaliste et présentateur à la Société Radio-Canada |
| Céline Dion                         | Chevalier      | 1998  | Chanteuse |
| François Dompierre                  | Chevalier      | 2006  | auteur-compositeur |
| André Dorval                        | Chevalier      | 2015  | Coprésident pour le Québec de la Commission franco-québécoise sur les lieux de mémoire communs (CFQLMC) |
| Pierre Duchesne                     | Officier       |       | Lieutenant-gouverneur du Québec, ancien haut fonctionnaire québécois |
| Clément Duhaime                     | Commandeur     | 2003  | |
| Fernand Dumont                      | Chevalier      | 1998  | Sociologue et universitaire |
| Bernard Dupriez                     | Chevalier      | 2015  | Professeur associé à l’Université de Montréal, fondateur des cours CAFE, cours autodidacte de français écrit, et du GRADUS, dictionnaire des procédés littéraires                                                                                       |
| Marc Favreau                        | Chevalier      | 1998  | Comédien |
| Edgar Fruitier                      | Chevalier      | 2003  | Acteur, animateur de télé et de radio |
| Liza Frulla                         | Officier       | 1995  | Députée fédérale et ministre du Patrimoine canadien |
| Monique Gagnon-Tremblay             | Chevalier      | 2003  | Députée et ministre |
| Francine Gaudet                     | Chevalier      | 2012  | Ancienne parlementaire, rapporteure du Réseau des femmes parlementaires de l’Assemblée parlementaire de la Francophonie |
| Rémy Girard                         | Chevalier      | 2006  | Acteur |
| Normand Girard                      | Chevalier      | 2005  | Journaliste |
| Jean-Claude Gobé                    | Chevalier      | 2001  | Ancien député de LaFontaine ayant particulièrement contribué à la Francophonie |
| Danielle Goyette                    | Chevalier      | 2012  | Championne olympique en hockey féminin |
| Agnès Grossmann                     | Chevalier      | 2003  | |
| Roger Guindon                       |                | 1984  | Recteur de l'université d'Ottawa |
| Louise Harel                        | Grand Croix    | 2004  | Ancienne présidente de l'Assemblée nationale du Québec et ancienne présidente de l'Assemblée parlementaire de la Francophonie |
| Daniel Hays                         | Grand Officier | 2005  | ancien président du sénat du Canada |
| Michaëlle Jean                      | Chevalier      | 2003  | Gouverneure générale du Canada (depuis 2005) |
| Daniel Johnson                      | Grand officier | 2000  | Ancien Premier ministre du Québec |
| Pierre Marc Johnson                 | Grand officier | 2000  | Ancien Premier ministre du Québec |
| Aïda Kamar                          | Chevalier      | 2003  | |
| Gilles Kègle                        | Chevalier      | 2001  | |
| Marie Laberge                       | Chevalier      | 2004  | Écrivaine |
| Jacques Lacoursière                 | Chevalier      | 2015  | Historien et consultant en histoire |
| Albert Lafontaine                   | Chevalier      | 2004  | Ancien professeur et musicien |
| Germain Lafrenière                  | Chevalier      | 2015  | Fondateur et président de Ted sans Frontières, organisme international francophone, ayant comme mission la recherche sur l’autisme |
| Guy Laliberté                       | Chevalier      | 2004  | Fondateur du Cirque du soleil |
| Jean-Paul L'Allier                  | Commandeur     | 2003  | Ancien ministre, maire de Québec |
| Phyllis Lambert                     | Chevalier      | 1998  | Architecte |
| Bernard Landry                      | Grand croix    | 2002  | Premier ministre du Québec |
| Jacques Languirand                  | Chevalier      | 2008  | Communicateur |
| Diane Lapierre                      | Chevalier      | 2015  | Directrice artistique et générale de La Troupe Vla l’Bon Vent |
| Suzanne Lapointe                    | Chevalier      | 2006  | Animatrice de télévision |
| Pierre Larivière                    | Chevalier      | 1998  | |
| Fabienne Larouche                   | Chevalier      | 2004  | Auteure et productrice |
| Gilles Latulippe (à titre posthume) | Officier       | 2015  | Comédien, fondateur du Théâtre des variétés |
| Gilles Latulippe                    | Chevalier      | 2000  | Comédien, fondateur du Théâtre des variétés |
| Camille Laurin                      | Commandeur     | 2004  | Ancien ministre et artisan de la Charte de la langue française |
| Jacques Laurin                      | Chevalier      | 2000  | Linguiste et éditeur |
| Suzanne Lebeau                      | Chevalier      | 1998  | Dramaturge |
| Gérard Le Chêne                     | Chevalier      | 2000  | Président fondateur de Vues d'Afrique |
| Paul Tex Lecor                      | Chevalier      | 2010  | artiste-peinte, chansonnier et humoriste |
| Maïté Le Goff                       | Chevalier      | 2000  | Directrice des communications à l'Assemblée nationale du Québec |
| Marie-Nicole Lemieux                | Chevalier      | 2012  | Contralto |
| Françoise Marie Lepage              | Chevalier      | 2005  | Spécialiste du livre pour la jeunesse. |
| Monique F. Leroux                   | Chevalier      | 2012  | Présidente du conseil et chef de la direction du Mouvement des caisses Desjardins |
| Gilles Lesage                       | Chevalier      | 2000  | Journaliste et professeur de journalisme |
| Marie-Josée Longchamps              | Chevalier      | 2004  | Comédienne et femme d'affaires |
| Michel Louvain                      | Chevalier      | 2012  | Chanteur et interprète |
| Michel Lucier                       | Commandeur     | 2003  | |
| Pierre Lucier                       | Officier       | 2004  | Ancien président de l'université du Québec et sous-ministre de l'Éducation |
| Antonine Maillet                    |                | 1981  | Écrivaine acadienne |
| Louise Marleau                      | Chevalier      | 2006  | Actrice |
| Pauline Marois                      | Grand croix    | 2015  | Ancienne ministre et Première ministre du Québec |
| Jacques Matte                       | Chevalier      | 2000  | Directeur de salle de spectacles et cofondateur du Festival du cinéma international en Abitibi-Témiscamingue |
| Guy Matte                           | Chevalier      | 2005  | Enseignant de carrière et président du conseil d’administration du centre de jour Guigues. |
| Denis Paradis                       | Commandeur     | 2005  | Député de la circonscription de Brome—Missisquoi à la Chambre des communes. |
| Guy Parent                          | Chevalier      | 2000  | Gestionnaire municipal et cofondateur du Festival du cinéma international en Abitibi-Témiscamingue |
| Marcel Parent                       | Chevalier      | 2000  | Ancien député ayant œuvré particulièrement pour la Francophonie |
| Julie Payette                       | Chevalier      | 2000  | Astronaute puis gouverneur général et commandant en chef du Canada |
| Pierre-Karl Péladeau                | Chevalier      | 2013  | Président et chef de la direction de Québécor inc. |
| Annie Pelletier                     | Chevalier      | 2006  | Nageuse olympique |
| Benoît Pelletier                    | Commandeur     | 2010  | Professeur de droit (Université d'Ottawa) et Ministre du gouvernement du Québec de 2003 à 2008 |
| Claude-Robin Pelletier              | Chevalier      | 2012  | Ténor |
| Claude Picher                       | Chevalier      | 2007  | Journaliste |
| Carole Poirier                      | Chevalier      | 2015  | Députée, vice-présidente de la section du Québec de l’APF, présidente de la Conférence des présidents de section de la Région Amérique de l’APF et rapporteure à la Commission de l’éducation, de la communication et des affaires culturelles de l’APF |
| Gérard Poirier                      | Chevalier      | 2006  | Acteur |
| Daniel Poliquin                     | Chevalier      | 1999  | Romancier franco-ontarien |
| Louise Portal                       | Chevalier      | 2003  | Auteure, chanteuse, romancière |
| Suzanne Poupart Le Bourdais         | Chevalier      | 1998  | |
| Gilles Proulx                       | Chevalier      | 2007  | |
| Claude Raymond                      | Chevalier      | 2006  | Joueur de baseball et analyste sportif |
| Maurice Richard                     | Chevalier      | 2003  | Joueur de hockey |
| Matthias Rioux                      | Commandeur     | 2007  | Député de Matane |
| Sylvie Roy                          | Chevalier      | 2015  | Députée, vice-présidente de la section du Québec de l’APF et rapporteure à la Commission de la coopération et du développement de l’APF |
| Claude Ryan                         | Commandeur     | 2004  | Ancien ministre et chef de parti, ancien directeur et éditorialiste du quotidien Le Devoir |
| Bertrand St-Arnaud                  | Chevalier      | 2015  | Ancien ministre de la Justice et procureur général du Québec, ancien rapporteur de la Commission de l’éducation, de la communication et des affaires culturelles de l’APF et ancien vice-président de la section Québec de l'APF                        |
| Luckner A. St-Preux                 | Chevalier      | 2004  | Ancien consul général a.i. d'Haïti à Montréal et ancien professeur de sciences |
| Ève Salvail                         | Chevalier      | 2012  | Mannequin, comédienne et disc-jockey |
| Gérald Savoie                       | Chevalier      | 2005  | Président directeur général de l’hôpital Montfort. |
| Alain Simard                        | Chevalier      | 2004  | Producteur de spectacles, cofondateur du Festival international de jazz de Montréal, cofondateur des Francofolies de Montréal |
| Sylvain Simard                      | Commandeur     | 1998  | Député de l'Assemblée Nationale, professeur de littérature, écrivain |
| Mohamed Nazih Soulami               | Chevalier      | 2000  | Chargé du projet Étudiantes ambassadrices et Étudiants ambassadeurs de l'Estrie |
| Lise Thériault                      | Chevalier      | 2015  | Députée, vice-première ministre et ministre de la Sécurité publique, ancienne représentante de la section du Québec au Réseau des femmes de l’APF |
| Lise Thibault                       | Grand officier | 2004  | Lieutenant-gouverneur du Québec |
| Sophie Thibault                     | Chevalier      | 2006  | Chef d'antenne et lectrice de nouvelles |
| Réjean Thomas                       | Chevalier      | 2004  | Médecin |
| Martine Tremblay                    | Chevalier      | 2012  | Conseillère spéciale en affaires publiques |
| Serge Turgeon                       | Chevalier      | 2003  | Ancien président de l'Union des artistes |
| Stéphane Venne                      | Chevalier      | 2015  | Auteur-compositeur et arrangeur musical |
| Pierre Viens                        | Chevalier      | 1998  | |
| Roch Voisine                        | Chevalier      | 2008  | Chanteur |

## Ontario
| Nom                    | Grade      | Année | Occupation |
| ---------------------- | ---------- | ----- | --- |
| Marie-Paule Poulin     | Chevalier  | 1995  | Vice-présidente, Société Radio Canada                                                                                  |
| Daniel Poliquin        | Chevalier  | 1999  | Auteur, traducteur, interprète                                                                                         |
| Gilles Julien          | Chevalier  | 2000  | Directeur de chorale                                                                                                   |
| Adrien Cantin          | Chevalier  | 2005  | Journaliste indépendant, éditeur et producteur de contenu imprimé et électronique                                      |
| Gérald Poulin          | Chevalier  | 2006  | Retraité, auteur, chroniqueur                                                                                          |
| Denyse Culligan        | Chevalier  | 2006  | |
| Jeannine Legault       | Chevalier  | 2007  | |
| Paul-André Gauthier    | Chevalier  | 2009  | Professeur du Collège Boréal                                                                                           |
| Lillian Anne Gagné     | Chevalier  | 2009  | |
| Jacques Janson         | Officier   | 2009  | Conseiller ministériel                                                                                                 |
| Normand Labrie         | Chevalier  | 2007  | Professeur, Université de Toronto                                                                                      |
| André Marcil           | Chevalier  | 2009  | |
| Tonia Mori             | Chevalier  | 2009  | Directrice générale de CHOQ-FM 105,1 et GrandToronto.ca                                                                |
| Alain Landry           | Commandeur | 2009  | Ancien sous-ministre adjoint, gouvernement du Canada                                                                   |
| Gilles G. Patry        | Chevalier  | 2009  | professeur (depuis 1993), recteur et vice-chancelier de l'université d'Ottawa (2001-08)                                |
| Marius Ouellette       | Chevalier  | 2010  | Enseignant retraité, directeur de chorale, directeur général de MICRO 1994-1999                                        |
| Gisèle Chrétien        | Chevalier  | 2010  | Présidente du Collège Boréal (1998-2006), présidente de TFO (2007- )                                                   |
| Denis Hubert           | Chevalier  | 2010  | Président du Collège Boréal (2006- )                                                                                   |
| Gilles LeVasseur       | Officier   | 2010  | professeur à l'université d'Ottawa                                                                                     |
| Lise Routhier-Boudreau | Chevalier  | 2010  | Enseignante (1974-1998) présidente de l'AEFO (1999-2004), vice-présidente (2005-07) et présidente (2007-09) de la FCFA |
| Gérald Savoie          | Officier   | 2010  | Directeur général de l'hôpital Montfort (1986-2009)                                                                    |
| Gisèle Séguin          | Chevalier  | 2010  | Bénévole, membre de l'UCFO                                                                                             |
| Guy Mignault           | Chevalier  | 2010  | Acteur, directeur artistique du Théâtre français de Toronto                                                            |
| Bernard Aimé Poulin    | Chevalier  | 2011  | Artiste-peintre, portraitiste, auteur, compositeur                                                                     |

## Nouveau-Brunswick
| Nom                    | Grade      | Année | Occupation                              |
| ---------------------- | ---------- | ----- | --------------------------------------- |
| Jean-Pierre Ouellet    | Commandeur | 1988  | Ministre responsable de la Francophonie |
| Audrey Côté Saint-Onge | Chevalier  | 1992  | Professeur et pédagogue                 |
| Gérard Saint-Cyr       | Chevalier  | 1994  | Professeur                              |
| Mathieu Duguay         | Chevalier  | 2000  | Musicien et pédagogue                   |
| Michel Bastarache      | Commandeur | 2003  | Membre de la Cour suprême du Canada     |
| Rose-Marie Losier-Cool | Commandeur | 2010  | Sénatrice libérale                      |

## Jersey
| Nom              | Grade          | Année | Occupation                 |
| ---------------- | -------------- | ----- | -------------------------- |
| Philip Bailhache | Grand officier | 2006  | Bailli de Jersey, sénateur |

## Suisse
| Nom                | Grade      | Année | Occupation                     |
| ------------------ | ---------- | ----- | ------------------------------ |
| Roland Béguelin    | Commandeur | 1981  | Journaliste et homme politique |
| Pierre-André Comte | Officier   | 2019  | Professeur et homme politique  |

## Sources
- « Vingt-trois personnalités sont décorées de l'ordre de la Pléiade », Bulletin, vol. 16, numéro 1, septembre 2006, Région Amérique de l'Assemblée parlementaire de la francophonie «
- « Cérémonie de remise des insignes de l’Ordre de la Pléiade, Hôtel du Parlement, Le mercredi 18 mars 2015, LISTE DES RÉCIPIENDAIRES PRÉSENTS » (accompagnant l'invitation à la cérémonie)
- « Invitation aux médias - Ordre de la Pléiade - Seize personnalités québécoises décorées » Communiqué de presse de l'Assemblée nationale du Québec